# APECビジネストラベルカード
APECビジネストラベルカードは、アジア太平洋経済協力域内を頻繁に出張するビジネス関係者の移動を円滑にするために、制度参加国・地域の政府が、自国・地域のビジネス関係者に発行する特別なカード（日本国籍のビジネス関係者には、日本の外務省が発行）。日本は2003年から導入。英語: APEC Business Travel Card　の頭文字よりABTCと呼ばれている。

## 特徴
カードの裏面に印字されている事前審査承認済みの国及び地域（「エコノミー」という。）の入国審査において、有効な旅券と有効なABTCを提示することで、無査証で短期商用目的での上陸が申請できる。
また、ABTC専用レーンが設置されている空港においてABTC専用レーンを使用できる。ABTCは、短期商用目的の滞在に使用できるが、観光目的で使用することはできない。

## 参加エコノミー
APECに参加している21の国及び地域（「エコノミー」という。）のうち、19国がABTCの制度に完全参加し、米国とカナダが部分参加（暫定参加）している。
多くのエコノミーでは、ABTCまたは査証免除での上陸許可は、「直近の180日間で90日以内」などの在留期間の上限を設けている。これを超える期間または頻度での滞在予定がある場合や、ABTCで認められない活動を行う場合は、予め査証の取得が必要である。
| エコノミー         | ICAOコード | ABTCによる上陸許可期間 | (参考) 日本旅券所持者の短期商用目的での査証免除上陸の可否 又は最長の在留期間 |
| ------------------ | ---------- | ---------------------- | ---------------------------------------------------------------------------- |
| オーストラリア     | AUS        | 90日                   | 90日（事前にETAによる申請が必要）                                            |
| ブルネイ           | BRN        | 90日                   | 14日                                                                         |
| カナダ             | CAN        | -                      | 6ヶ月（空路の場合は事前のeTAによる申請が必要）                               |
| チリ               | CHL        | 90日                   | 90日                                                                         |
| 中国               | CHN        | 60日                   | 30日                                                                         |
| 香港               | HKG        | 60日                   | 90日                                                                         |
| インドネシア       | IDN        | 60日                   | 30日 (特定の上陸地点又は輸送モードに限る)                                    |
| 日本               | JPN        | 90日                   | -                                                                            |
| 韓国               | KOR        | 90日                   | 90日（事前にK-ETAによる申請が必要）                                          |
| マレーシア         | MYS        | 60日                   | 3ヶ月                                                                        |
| メキシコ           | MEX        | 90日                   | 180日                                                                        |
| ニュージーランド   | NZL        | 90日                   | 3ヶ月                                                                        |
| パプアニューギニア | PNG        | 60日                   | 不可（平時は、空港で上陸と滞在許可を申請可。最大2ヶ月。有料）                |
| ペルー             | PER        | 90日                   | 90日                                                                         |
| フィリピン         | PHL        | 59日                   | 30日                                                                         |
| ロシア             | RUS        | 90日                   | 不可（要ビザ）                                                               |
| シンガポール       | SGP        | 60日                   | 90日                                                                         |
| 台湾（中華民国）   | TWN        | 90日                   | 90日                                                                         |
| タイ               | THA        | 90日                   | 60日                                                                         |
| ベトナム           | VNM        | 60日                   | 15日                                                                         |
| アメリカ合衆国     | USA        | -                      | 90日（事前にESTAによる申請が必要）                                           |